# Francisco José da Rocha Martins
Francisco José da Rocha Martins (Lisboa, 30 de março de 1879 – Sintra, 23 de maio de 1952), mais conhecido por Rocha Martins, foi um jornalista, historiador e ativista político português, um dos mais prolíficos escritores da primeira metade do século XX. Após a implantação da República Portuguesa manteve-se monárquico liberal, opondo-se ao reconhecimento de Duarte Nuno de Bragança, em nome da fidelidade ao deposto rei D. Manuel II de Portugal. Inicialmente colaborou com a Ditadura Nacional, tendo sido assessor de imprensa do ministro Henrique Linhares de Lima durante a Campanha do Trigo, mas posteriormente afirmou-se como um ativo oposicionista ao regime salazarista, subscrevendo artigos muito críticos no jornal A República. Foi sócio-correspondente da Academia das Ciências de Lisboa e da Arcádia de Roma. Pertenceu à Maçonaria, tendo sido iniciado em 1906 na loja Simpatia e União.

## Biografia
Rocha nasceu em Belém (Lisboa), filho de José Dias Martins e Mariana da Rocha Martins. Frequentou o Instituto Industrial de Lisboa, mas não concluiu o curso.. Posteriormente frequentou, também sem concluir, o Curso Superior de Letras.
Atraído pela atividade literária, iniciou-se muito jovem com a publicação de contos e folhetins na imprensa periódica, tornando-se gradualmente conhecido e afirmando-se no panorama jornalístico e literário como um autodidata que desde muito novo trabalhara em inúmeras publicações e vivera exclusivamente da escrita. 
Rocha Martins iniciou-se no jornalismo num jornal monárquico, o Diário Popular, dirigido por Mariano de Carvalho. Pouco depois, a convite de Magalhães Lima, grão-mestre da Maçonaria Portuguesa, entrou como folhetinista para a redação do jornal A Vanguarda, destacando-se pelas temáticas de natureza histórica. Transferiu-se depois para o Jornal da Noite, periódico próximo de João Franco e do Partido Regenerador Liberal. Foi depois colaborador próximo de Carlos Malheiro Dias na Illustração Portuguesa, periódico de que foi diretor entre 1903 e 1910.  
Após a proclamação da República, foi um dos opositores ao novo regime nas páginas de O Liberal. Em 1914 editou os panfletos intitulados Fantoches, notas semanais escaldantes sobre acontecimentos políticos. Nesses panfletos atacou violentamente Afonso Costa e o Partido Democrático (Partido Republicano Português). Uma segunda série, publicada em 1923 e 1924, intitulada Fantoches – Bastidores da Política e dos Negócios, contribuiu para o descrédito da Primeira República Portuguesa.
Em termos políticos, aderiu ao movimento conservador liderado por João Franco e à Causa Monárquica. Em 1918, durante a ditadura de Sidónio Pais, foi eleito deputado pelo círculo de Oliveira de Azeméis nas listas monárquicas.
Fundou e dirigiu o semanário ABC, que se publicou de 1920 a 1930. Nas páginas desse periódico apoiou a Revolução de 28 de Maio de 1926 e a governação do general Gomes da Costa. O ABC era apoiado pela publicidade do Bristol Club, um conhecido cabaré e uma das mais concorridas salas de jogo de Lisboa, com anúncios concebidas por Jorge Barradas, Stuart Carvalhais, António Soares e outros modernistas. Da redação do ABC faziam parte Ferreira de Castro, Mário Domingues e Reinaldo Ferreira, o famoso Repórter X.
A 20 de maio de 1929, foi agraciado com o grau de Comendador da Ordem Militar de Sant'Iago da Espada.
Entre 1932 e 1943 dirigiu o periódico Arquivo Nacional onde, seguindo a tradição dos folhetins de Pinheiro Chagas, António de Campos Júnior e Eduardo de Noronha, escreveu romances de temática patriótica, emocional e satírica.
A partir de 1945 publicou múltiplos artigos no jornal A República favoráveis à oposição democrática, tendo a popularidade de Rocha Martins sido grande no tempo do MUD, particularmente aquando das candidaturas presidenciais de José Norton de Matos e de Manuel Quintão Meireles, devido às cartas abertas por ele subscritas e estampadas a toda a largura da primeira página do jornal A República. Eram libelos, em forma de carta, que tinham como principais destinatários António de Oliveira Salazar e Óscar Carmona, respetivamente Presidente do Conselho e Presidente da República, e o cardeal Manuel Gonçalves Cerejeira, entre outras personalidades ligadas ao regime do Estado Novo. A popularidade terá sido tal que originaria um dito dos ardinas, metade apregoado e metade sussurrado Fala o Rocha!… O Salazar está à brocha.
Rocha Martins está homenageado na toponímia de múltiplas povoações, entre as quais Almada, Barreiro, Cartaxo (freguesia de Vila Chã de Ourique), Cascais (freguesia da Parede), Lisboa (freguesia de Carnide), Loures (freguesia de Camarate), Moita (freguesia de Alhos Vedros), Porto, Sintra (freguesias de Algueirão-Mem Martins e Belas).

## Obra
Jornalista profissional, trabalhou em diversos jornais e revistas de Lisboa, entre os quais o semanário Papagaio Real (1914), a revista Fantoches, iniciada em 1914, da qual foi diretor e editor. Também colaborou nas revistas Serões (1901–1911), Illustração portugueza (1903–1923), Renovação (1925–1926), Feira da Ladra (1929–1943), Mundo Gráfico (1940–1941), onde se encontram alguns artigos da sua autoria, entre os quais: "Portugueses e ingleses na batalha de La Lys", n.º 27, 15 de abril de 1942 e "Uma cerimónia na corte inglesa" n.º 45, 15 de agosto de 1942, Repórter X (1930–1935), na Revista Municipal da Câmara Municipal de Lisboa (1939–1973) e no Boletim do Sindicato Nacional dos Jornalistas (1941–1945).
Vários dos seus folhetins foram posteriormente publicados em volumes autónomos. Para além da sua atividade jornalística, publicou uma vasta obra de divulgação histórica. Foi também autor de um notável conjunto de biografias e ainda de algumas novelas e romances históricos.
Entre a sua abundante obra, onde avultaram o romance histórico e a história narrativa e biográfica, podem citar-se títulos como Os grandes amores de Portugal (1900), Maria da Fonte (1903), Bocage (1907), Rei Santo (1907–1908), A Corte de Junot em Portugal (1910), A Monarquia do Norte (1922), Dom Carlos, História do seu Reinado (1926), Dom Manuel II (1916–1917), Pimenta de Castro (1939), Grandes Vultos da Restauração de Portugal (1939), Lisboa de Ontem e de Hoje (1946) e a vasta série de estudos biográficos intitulada Vermelhos, Brancos e Azuis (1948–1950). A sua obra intitulada Palmela na Emigração (1915) levou a que fosse convidado para sócio correspondente da Academia das Ciências de Lisboa.
Para além da vasta obra dispersa por periódicos, Rocha Martins é autor das seguintes monografias:
- Gomes Freire. Romance Histórico. João Romano Torres - Editor. 1900. 2 vols. In-8.º gr. de 897-VI + 625-IV págs.
- Palmella na Emigração (estudo sobre cartas inéditas). O constitucionalismo. Academia de Sciências de Portugal. Typographia Editora José Bastos. Lisboa. 1915. 230 págs.
- Memórias sobre Sidonio Paes. Lisboa. 1921. Edição da Sociedade Editorial ABC Limitada. Lisboa. In-8.º de 352 págs.
- A Monarquia do Norte. Composto e impresso nas Oficinas Gráficas do "ABC", Lisboa. 1922. In-8.º gr. de 190 págs.
- O marquês de Pombal, pupilo dos jesuitas. "Lumen", Empresa Internacional Editora, Lisboa. 1924. 256 págs.
- João Franco e o seu tempo. Comentários livres às cartas d'el-rei D. Carlos. Edição do autor. [Composto e impresso nas Oficinas Gráficas do "ABC"]. Lisboa. In-8.º gr. de 523 págs.
- Bocage (Episódios da sua vida). Novela histórica. Academia das Ciências de Lisboa. Tip. da Empresa Nacional de Publicidade. Lisboa. 1936. De 21x15 cm. Com 323 págs.
- Os Grandes Vultos da Restauração de Portugal. Obra comemorativa do Tricentenário da Independência. Edição da Emprêsa Nacional de Publicidade. 1940. In-4.º gr. de 483-I págs.
- Os Jesuítas Martirizados (ilustrações de Alberto de Sousa). Colecção: Heróis, Santos e Mártires da Pátria - Colecção História n.º 3. Edição do Autor. Lisboa, 1930. 64 p.
- c. 1900 Mestre de Avis
- 1900 Madre Paula
- 1902 Maria da Fonte
- 1905 Rei Santo
- 1910 Inês de Castro
- 1926 Spartacus
- 1926 D. CARLOS - História do seu Reinado
- 1930 D. MANUEL II - História do seu Reinado
- 1928 Flor de Altura
- 1928 Senhora de Bem Fazer
- 1928 Legendas de Portugal, Volume I (colectânea de novelas):
  - As Alminhas da Ponte
- 1928 A Princesa Santa Joana
- 1928 Legendas de Portugal, Volume II (colectânea de novelas):
  - A Estátua do Suplício
  - Cativo Real
  - As Cinzas dos Justiçados
- 1928 Vasco da Gama
- 1928 O Bichinho de Conta
- 1928 Dona Flor da Murta
- 1928 Madre Paula
- 1928 Sombra de Rei
- 1928 Soror Mariana
- 1928 Cavaleiro da Morte
- 1928 O Fantasma de D. Sebastião
- 1928 Camões
- 1928 D. João de Castro
- 1928 O Grão-Capitão
- 1928 Rainha Santa Isabel
- 1928 O Condestável
- 1928 O Drama de Vila Viçosa
- 1928 O Infante Santo
- 1928 Relicário de Paixão
- 1928 O Decepado
- 1928 Linda Inês
- 1928 Desvario de Rainha
- 1928 Legendas de Portugal, Volume III (colectânea de novelas):
  - A Hoste Brigantina
  - A Alma do Cenáculo
  - A Excomunhão do Primaz
- 1928 A Amada do Camareiro
- 1928 Legendas de Portugal, Volume IV (colectânea de novelas):
  - Luta de Braganças
  - Pelicano Real
  - A Primeira Invasão das Beiras
- 1928 O Vedor de Sagres
- 1928 Legendas de Portugal, Volume V (colectânea de novelas):
  - Menagem do Alcaide
  - Os Imolados
  - O Cavaleiro Gil Fernandes
- 1928 Legendas de Portugal, Volume VI (colectânea de novelas):
  - Os Chacinados
  - O Manuelinho de Évora
  - A Execução do Remexido
- 1928 Legendas de Portugal, Volume VII (colectânea de novelas):
  - Manuel Fernandes Tomaz
  - O Brado Liberal
  - A Honra do Guarda-Mor
  - 1928 Legendas de Portugal, Volume VIII (colectânea de novelas):
  - Nossa Senhora da Oliveira
  - O Nobre Capitão-Mor
  - A Expedição Liberal
- Os Mártires da Pátria
- 1928 Legendas de Portugal, Volume IX (colectânea de novelas):
  - O Embaixador da Independência
  - Auras de Aljubarrota
  - A Mitra de Miranda
- 1928 Legendas de Portugal, Volume X (colectânea de novelas):
  - Os Frades de Bustelo
  - O Saque dos Marialvas
  - AI! Pelo Prior!
- 1928 Legendas de Portugal, Volume XI (colectânea de novelas):
  - A Mãe de Nuno Álvares
  - O Porta-Bandeira de Tânger
  - Os Ardis da Flor de Altura
- 1928 Legendas de Portugal, Volume XII (colectânea de novelas):
  - Justiça de D. João II
  - A Tomada de Chelb
  - A Sagração dos Infantes
  - O Mestre de Cristo
  - 1928 Legendas de Portugal, Volume XIII (colectânea de novelas):
  - Sombra do Lethes (novela)
  - A Fronda Transmontana (novela)
  - Grei dos Hermínios (novela)
- 1928 Legendas de Portugal, Volume XIV (colectânea de novelas):
  - Os Mártires da Pátria
- 1930 Matias de Albuquerque
- 1930 D. Francisco de Almeida
- 1930 1640
- 1930 O Cadafalso do Duque de Caminha
- 1930 O Suplício do Infante D. Duarte
- 1930 A Távora
- 1930 Santo António de Lisboa
- 1930 A Neta da Rainha Santa
- 1930 D. Guiomar de Marialva
- 1930 O Drama de Santa Engrácia
- 1930 O Desterrado
- 1930 A Madrasta de D. João III
- 1930 O Conde de Vila-Flor
- 1930 O Sangue de Inês de Castro
- 1930 A Amada de D. João VI
- 1930 As Cómicas de El-Rei
- 1930 D. Manuel de Portugal
- 1930 As Paixões do Venturoso
- 1930 D. Maria da Penha
- 1930 A Freira de D. Afonso VI
- 1930 O Duque da Terceira
- 1930 O Marechal Saldanha
- 1930 Os Fuzilados de Campo de Ourique
- 1932 As Cinzas de D. Luís de Ataíde[17]
- 1933 Heroínas Portuguesas
- 1934 Amores à Margem da História
- 1934 Os Dramas da Liberdade
- 1937 A Maria da Fonte
- 1939 A Ribeirinha
- 1939 Flor da Murta
- 1942 O Bichinho de Conta
- 1943 Batalha de Sombras
- 1946 Coração Português